# Tour de Southland
El Tour de Southland (en anglès Tour of Southland) és una cursa ciclista per etapes que es disputa a la regió de Southland, a l'Illa del Sud de Nova Zelanda. La primera edició es disputà el 1956 i entre el 2005 i ell 2010 va formar part de l'UCI Oceania Tour amb una categoria 2.2.

## Palmarès fins al 2000
| - 1956 : Kelvin Hastie - 1957 : Tom Tindale - 1959 : Warwick Dalton - 1960 : Gary Ulmer - 1961 : Warwick Dalton - 1962 : Tony Walsh - 1963 : Dick Johnstone - 1964 : Malcolm Powell - 1965 : Tino Tabak - 1966 : Tino Tabak - 1967 : Tino Tabak - 1968 : Merv Davis - 1969 : Warwick Dalton - 1970 : David Gee - 1971 : John Dean | - 1972 : Blair Stockwell - 1973 : Michael Hughes - 1974 : Bruce Ramsey - 1975 : Chris Hogan - 1976 : Paul Jesson - 1977 : Wayne Perkinson - 1978 : Paul Jesson - 1979 : Eric McKenzie - 1980 : Anthony Cuff - 1981 : Stephen Cox - 1982 : Stephen Cox - 1983 : Jack Swart - 1984 : Jack Swart - 1985 : Brian Fowler - 1986 : Brian Fowler | - 1987 : Brian Fowler - 1988 : Brian Fowler - 1989 : Brian Fowler - 1990 : Brian Fowler - 1991 : Stuart Lowe - 1992 : Brian Fowler - 1993 : Landrey Burt - 1994 : Doug Bath - 1995 : Brian Fowler - 1996 : Gordon McCauley - 1997 : Graeme Miller - 1998 : Scott Guyton - 1999 : Graeme Miller - 2000 : Glen Mitchell |

## Palmarès a partir del 2001
| Any  | Vencedor              | Segon            | Tercer             |
| ---- | --------------------- | ---------------- | ------------------ |
| 2001 | Karl Moore            | Ryan Russell     | Jeremy Robinson    |
| 2002 | John Lieswyn          | Scott Guyton     | Heath Blackgrove   |
| 2003 | Scott Guyton          | Jeremy Yates     | Fraser MacMaster   |
| 2004 | John Lieswyn          | Glen Mitchell    | Scott Guyton       |
| 2005 | Gordon McCauley       | Jaaron Poad      | Anthony Chapman    |
| 2006 | Hayden Roulston       | Robert McLachlan | Jeremy Vennell     |
| 2007 | Hayden Roulston       | Marc Ryan        | Logan Hutchings    |
| 2008 | Hayden Roulston       | Gordon McCauley  | Heath Blackgrove   |
| 2009 | Heath Blackgrove      | Jack Bauer       | Tom Findlay        |
| 2010 | Hayden Roulston       | Jack Bauer       | Jeremy Yates       |
| 2011 | Joshua Atkins         | Patrick Bevin    | Timothy Gudsell    |
| 2012 | Michael Northey       | Hayden Roulston  | Michael Vink       |
| 2013 | James Oram            | Taylor Gunman    | Sam Lindsay        |
| 2014 | Mitchell Lovelock-Fay | Joseph Cooper    | Hayden McCormick   |
| 2015 | Brad Evans            | Robbie Hucker    | Michael Northey    |
| 2016 | Aaron Gate            | Michael Vink     | Sjoerd Kouwenhoven |
| 2017 | James Piccoli         | Michael Vink     | Michael Torckler   |
| 2018 | Michael Vink          | Hamish Bond      | Samuel Gaze        |
| 2019 | Michael Vink          | Alex Heaney      | Hamish Schreurs    |
| 2020 | Aaron Gate            | Michael Vink     | James Oram         |
| 2021 | Michael Vink          | Luke Mudgway     | Logan Currie       |
| 2022 | Josh Burnett          | Carter Bettles   | Josh Kench         |